# Feidong
Der Kreis Feidong (chinesisch 肥东县, Pinyin Féidōng Xiàn) ist ein Kreis der bezirksfreien Stadt Hefei in der chinesischen Provinz Anhui. Er hat eine Fläche von 2.171 km² und zählt 896.000 Einwohner (Stand: Ende 2018). Sein Hauptort ist die Großgemeinde Dianbu (店埠镇). 
Die Stätte des Former General Front Committee for the Crossing-the-Yangtze Campaign (Dujiang zhanyi zong qianwei jiuzhi 渡江战役总前委旧址) im Dorf Yaogang steht auf der Liste der Denkmäler der Volksrepublik China.